# Vieska nad Žitavou
Vieska nad Žitavou és un poble i municipi d'Eslovàquia que es troba a la regió de Nitra, al sud-oest del país.

## Història
La primera menció escrita de la vila es remunta al 1406.

## Demografia
| Godina             | 1994 | 2004    | 2014   | 2024   |
| ------------------ | ---- | ------- | ------ | ------ |
| Nombre de persones | 498  | 442     | 466    | 436    |
| Diferència         |      | −11,24% | +5,42% | −6,43% |

| Godina             | 2023 | 2024   |
| ------------------ | ---- | ------ |
| Nombre de persones | 452  | 436    |
| Diferència         |      | −3,53% |